# باتريكا داربو
باتريكا داربو (بالإنجليزية: Patrika Darbo)‏ هي ممثلة أمريكية، ولدت في 6 أبريل 1948 بجاكسونفيل في الولايات المتحدة.

## أعمال

### أفلام
- (1990) شبح أبي
- (1993) في خط النار
- (1995) بيبي[5]
- (1997) تحكم أوتوماتيكي للسرعة[6]
- (2005) السيد والسيدة سميث[7][7]
- (2006) فأس
- (2007) حرب تشارلي ويلسون

### مسلسلات
- بنات غيلمور
- خطوة بخطوة
- ذا ميدل
- ربات بيوت يائسات
- روزان

## وصلات خارجية
- باتريكا داربو على موقع IMDb (الإنجليزية)
- باتريكا داربو على موقع ألو سيني (الفرنسية)
- باتريكا داربو على موقع أول موفي (الإنجليزية)
- باتريكا داربو على موقع قاعدة بيانات الأفلام السويدية (السويدية)
- باتريكا داربو على موقع قاعدة بيانات الفيلم (الإنجليزية)
- باتريكا داربو على موقع كينوبويسك (الروسية)